# Kilgore (Texas)
Kilgore è un centro abitato degli Stati Uniti d'America situato nella contea di Gregg e nella Contea di Rusk dello Stato del Texas.
La popolazione era di 12.975 persone al censimento del 2010.

## Geografia fisica
Kilgore è situata a 32°23′08″N 94°52′07″W (32.385534, -94.868502).
Secondo lo United States Census Bureau, ha un'area totale di 15,4 miglia quadrate (40.0 km²), di cui 0,04 miglia quadrate (0.1 km², 0.19%) è coperto da acqua.

## Società

### Evoluzione demografica
Secondo il censimento del 2000, 11.301 persone, 4.403 nuclei familiari e 2.963 famiglie risiedevano nella città. La densità di popolazione era di 734,3 persone per miglio quadrato (283,5/km²). The 4.766 unità abitative averaged 309,7 per miglio quadrato (119,6/km²). La composizione etnica della città era formata dal 78,22% di bianchi, il 12,34% di afroamericani, lo 0,41% di nativi americani, lo 0,68% di asiatici, lo 0,03% di isolani del Pacifico, il 6,95% di altre razze, e l'1,38% di due o più etnie. Ispanici o latinos di qualunque razza erano l'11,11% della popolazione.
Dei 4.403 nuclei familiari, il 30,2% aveva figli di età inferiore ai 18 anni, il 50,5% erano coppie sposate conviventi, il 12,6% aveva un capofamiglia femmina senza marito, e il 32,7% non erano famiglie. Circa il 27,6% di tutti i nuclei familiari erano individuali, e il 13,6% aveva componenti con un'età di 65 anni o più che vivevano da soli. Il numero di componenti medio di un nucleo familiare era di 2,48 e quello di una famiglia era di 3,03.
Vi erano il 24,6% di persone sotto i 18 anni, il 12,5% di persone dai 18 ai 24 anni, il 26,2% di persone dai 25 ai 44 anni, il 20,3% di persone dai 45 ai 64 anni, e il 16,5% di persone di 65 anni o più. L'età media era di 36 anni. Per ogni 100 femmine, c'erano 94,3 maschi. Per ogni 100 femmine dai 18 anni in giù, c'erano 91,1 maschi.
Il reddito medio di un nucleo familiare era di 43.129 dollari, e per una famiglia era di 61.765 dollari. I maschi avevano un reddito medio di 45.995 dollari contro i 30.124 dollari delle femmine. Il reddito pro capite era di 21.297 dollari. Circa il 9,7% delle famiglie e il 15,1% della popolazione erano sotto la soglia di povertà, incluso il 19,1% di persone sotto i 18 anni e il 13,9% di persone di 65 anni o più.